# Rotschwanzsittiche
Rotschwanzsittiche (Pyrrhura) sind eine Gattung der Neuweltpapageien aus der Unterfamilie der Eigentlichen Papageien (Psittacidae).

## Merkmale
Rotschwanzsittiche sind schlanke, kleine bis mittelgroße Papageien die eine Körperlänge von 20 bis 30 cm erreichen. Sie sind im Wesentlichen dunkelgrün und haben einen langen, sich verjüngenden, stumpf rundlichen, gelben bis rötlichen Schwanz. Ihre Handschwingen sind oberseits meist blau, Stirn, Wangen und Schultern oft rot. Gesäumte Brustfedern verleihen dieser Körperpartie ein geschupptes Aussehen. Der Orbitalring ist unbefiedert. Die Geschlechter unterscheiden sich nicht in der Färbung.

## Verbreitung
Das Verbreitungsgebiet der Rotschwanzsittiche umfasst das tropische und subtropische Südamerika und reicht im Norden bis in das südliche Zentralamerika. Sie kommen in allen neotropischen Wäldern inklusive der Amazonas, der Atlantischen, Westanden und Zentralamerikanischen Wäldern vor.

## Lebensweise
Rotschwanzsittiche sind waldbewohnende Neuweltpapageien.

## Haltung in menschlicher Obhut
Einige Arten (z. B. Rotbauchsittiche) dieser Gattung sind beliebte Heimvögel. Der selten gehaltene Blutohr-Rotschwanzsittich (Pyrrhura h. hoematotis) wurde 2021 erfolgreich in der Zuchtanlage der Loro Parque Fundación vermehrt und ist somit die Europäische Erstzucht.

## Arten
Über die genaue Zahl der Arten bzw. Unterarten besteht in der Wissenschaft derzeit keine Einigkeit.
- Blaulatzsittich (Pyrrhura cruentata)
- Devillesittich (Pyrrhura devillei)
- Braunohrsittich (Pyrrhura frontalis)
- Blausteißsittich (Pyrrhura lepida)
- Rotbauchsittich (Pyrrhura perlata)
- Molinasittich (Pyrrhura molinae)
- Goiassittich (Pyrrhura pfrimeri)
- Graubrustsittich oder Salvadori-Weißohrsittich (Pyrrhura griseipectus)
- Weißohrsittich (Pyrrhura leucotis)
- Rotzügelsittich (Pyrrhura picta)
  - Pyrrhura picta caeruleiceps
  - Pyrrhura picta eisenmanni
  - Pyrrhura picta emma
  - Pyrrhura picta picta
  - Jaraquiel-Sittich (Pyrrhura picta subandina)
- Blauscheitelsittich (Pyrrhura emma)
- Santaremsittich (Pyrrhura amazonum)
  - Pyrrhura amazonum amazonum
  - Pyrrhura amazonum snethlageae
- Bonapartesittich (Pyrrhura lucianii)
- Rosenscheitelsittich (Pyrrhura roseifrons)
  - Pyrrhura roseifrons peruviana
  - Pyrrhura roseifrons roseifrons
- Santa-Marta-Sittich oder Santa-Marta-Rotschwanzsittich (Pyrrhura viridicata)
- Feuerbugsittich (Pyrrhura egregia)
- Braunschwanzsittich oder Schwarzschwanzsittich (Pyrrhura melanura)
- Orcessittich (Pyrrhura orcesi)
- Weißhalssittich (Pyrrhura albipectus)
- Schwarzkappensittich (Pyrrhura rupicola)
- Braunbrustsittich (Pyrrhura calliptera)
- Blutohrsittich (Pyrrhura hoematotis)
- Rotkopfsittich (Pyrrhura rhodocephala)
- Hoffmannsittich, Goldgrüner Rotschwanzsittich oder Goldschupp-Sittich (Pyrrhura hoffmanni)